# Clemens Pickel
Clemens Pickel (Colditz, 17 agosto 1961) è un vescovo cattolico e missionario tedesco, dall'11 febbraio 2002 vescovo di San Clemente a Saratov.

## Biografia
Clemens Pickel è nato a Colditz il 17 agosto 1961.

### Formazione e ministero sacerdotale
Dal 1968 al 1978 ha frequentato il liceo. È poi entrato nel seminario propedeutico "Norbertinum" di Magdeburgo e nel 1981 è stato ammesso al seminario maggiore "Sant'Alberto Magno" di Erfurt. Nell'anno 1987-1988 ha studiato al seminario pastorale di Neuzelle.
Il 19 dicembre 1987 è stato ordinato diacono da monsignor Georg Weinhold, vescovo ausiliare di Dresda-Meißen. Il 25 giugno successivo è stato ordinato presbitero per la diocesi di Dresda-Meißen da monsignor Joachim Friedrich Reinelt. Dal 1998 al 1990 è stato vicario parrocchiale della parrocchia di Santa Maria Maddalena a Kamenz. Il 1º agosto 1990 è partito come missionario in Unione Sovietica. In seguito è stato vicario parrocchiale in Tagikistan (Dušanbe, Qurǧonteppa e Vahš) dal 1990 al 1991; parroco della parrocchia di Cristo Re a Marks dal 1991; decano della regione del Volga dal 1992 al 1998 e membro del consiglio presbiterale dell'amministrazione apostolica di Mosca dei Latini dal 1998.

### Ministero episcopale
Il 23 marzo 1998 papa Giovanni Paolo II lo ha nominato vescovo ausiliare dell'amministrazione apostolica di Mosca dei Latini e titolare di Cusira. Ha ricevuto l'ordinazione episcopale il 7 giugno successivo nella chiesa di Cristo Re a Marks dall'arcivescovo John Bukovsky, nunzio apostolico nella Federazione Russa, co-consacranti l'amministratore apostolico di Mosca dei Latini Tadeusz Kondrusiewicz e quello della Siberia Occidentale Joseph Werth.
Il 23 novembre 1999 papa Giovanni Paolo II lo ha nominato amministratore apostolico della Russia Europea Meridionale dei Latini.
Nel 2001 lo stesso pontefice lo ha nominato membro del Pontificio consiglio "Cor Unum".
L'11 febbraio 2002 per effetto della bolla Meridionalem Russiae Europaeae dello stesso papa l'amministrazione apostolica è stata elevata a diocesi e ha assunto il nome attuale.
Dal 2009 al 2013 monsignor Pickel ha organizzato il servizio mattutino di 5 minuti del programma Deutschlandfunk della Deutschlandradio per una settimana all'anno.
Nel gennaio del 2009 e nel gennaio del 2018 ha compiuto la visita ad limina.
In seno alla Conferenza dei vescovi cattolici della Federazione Russa è stato membro della commissione per gli affari parrocchiali, i movimenti giovanili e della commissione per la pastorale vocazionale. Dal 17 marzo 2017 al 12 marzo 2020 è stato presidente della Conferenza. È anche presidente della Caritas diocesana della Russia meridionale.

## Opere
- Ein Deutscher – Bischof in Russland., St. Benno-Verlag Leipzig 2009, ISBN 978-3-7462-2664-4

## Genealogia episcopale
La genealogia episcopale è:
- Cardinale Scipione Rebiba
- Cardinale Giulio Antonio Santori
- Cardinale Girolamo Bernerio, O.P.
- Arcivescovo Galeazzo Sanvitale
- Cardinale Ludovico Ludovisi
- Cardinale Luigi Caetani
- Cardinale Ulderico Carpegna
- Cardinale Paluzzo Paluzzi Altieri degli Albertoni
- Papa Benedetto XIII
- Papa Benedetto XIV
- Papa Clemente XIII
- Cardinale Marcantonio Colonna
- Cardinale Giacinto Sigismondo Gerdil, B.
- Cardinale Giulio Maria della Somaglia
- Cardinale Carlo Odescalchi, S.I.
- Cardinale Costantino Patrizi Naro
- Cardinale Lucido Maria Parocchi
- Papa Pio X
- Papa Benedetto XV
- Papa Pio XII
- Cardinale Eugène-Gabriel-Gervais-Laurent Tisserant
- Papa Paolo VI
- Cardinale Agostino Casaroli
- Arcivescovo John Bukovsky, S.V.D.
- Vescovo Clemens Pickel

## Araldica
| Stemma | Titolare                                         | Descrizione |
|        | Clemens Pickel Vescovo di San Clemente a Saratov | Lo stemma di monsignor Clemens Pikel è diviso in tre campi. Nella parte in alto a sinistra vi sono una croce e la lettera "M" d'argento su campo blu che simboleggiano Gesù Cristo e la Vergine Maria. Nella parte in alto a destra vi sono un pesce d'argento e una chiave d'oro su campo rosso. Questi elementi erano presenti sullo stemma di monsignor Gerhard Schaffran, vescovo di Dresda-Meißen, diocesi nativa del vescovo Pickel, dal 1970 al 1987. Questi prestò servizio come cappellano militare tra i soldati tedeschi in Unione Sovietica durante la seconda guerra mondiale e, dopo il conflitto, rimase volontariamente con i prigionieri per altri cinque anni. Nella parte in basso vi è un giglio d'argento su campo verde. Questo elemento è spesso raffigurato sulle icone e sulle statue dei santi ed è un simbolo di purezza. Come motto ha scelto l'espressione "Veni Domine Jesu", che significa "Vieni Signore Gesù", frase tratta dal capitolo 20, versetto 22, del Vangelo secondo Giovanni. Lo stemma è completato con gli ornamenti esterni che sono una croce processionale episcopale d'oro, posta dietro allo scudo e che si estende sopra e sotto lo stesso e un cappello ecclesiastico chiamato galero, con sei nappe in tre file su entrambi i lati dello scudo. Queste sono le insegne araldiche di un prelato del grado di vescovo come da disposizione della Santa Sede del 31 marzo 1969. |